# Universitätszepter

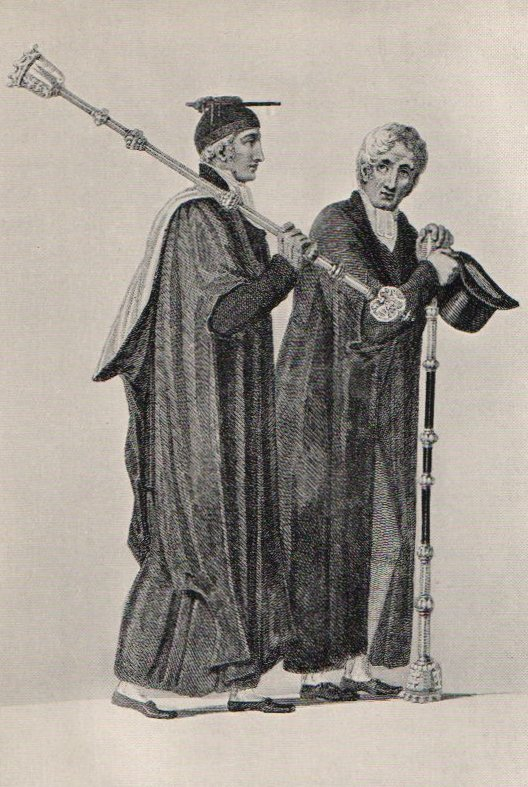
Pedelle mit Universitätszeptern; 1815 gestochen von Rudolph Ackermann (in der History of the University of Cambridge)

Das Universitätszepter (sceptrum universitatis) zählt wie das Siegel (Typar) zu den Insignien der spätmittelalterlichen Universität. Sie existieren seit dem 14. Jahrhundert, in der Regel als Paar. Mit dem Zepter zeigte die Universität nach außen ihre rechtliche Sonderstellung, nämlich eine eigenständige Korporation zu sein mit eigener Gerichtsbarkeit und damit eigenem Herrschaftsbereich. Als Zeichen der Würde des Rektors wurden die Zepter in einigen Universitäten bei feierlichen Anlässen von Pedellen vor dem Rektor hergetragen.
Es lehnt somit sich sowohl in Gestalt als auch in Funktion an die fürstlichen Zepter an. Die Zepter weisen einen langen Schaft auf, der gewöhnlich durch Knäufe oder Ringe unterteilt ist und eine Bekrönung als oberen sowie einen Knauf als unteren Abschluss eines Griffteiles hat.
Die Universitätszepter wurden in der Regel sehr aufwendig hergestellt und nicht selten im Laufe der Zeit aufgrund nicht immer sorgsamer Nutzung oder wegen sich wandelnden künstlerischen Geschmacks umgearbeitet.